# Мар'ян Шпіндлер
Мар'ян Шпіндлер (нім. Marian Spindler; бл. 1890 — 2 квітня 1941 у Львові) — львівський скульптор. Працював у реалістичній та модерністичній манері. Мав власне скульптурне підприємство, що діяло у Львові на нинішній вулиці Винниченка, 20 (при монастирі кармелітів).
Помер у Львові. Похований на полі 44 Личаківського цвинтаря. Могила не збереглась.
Роботи
Гіпсова поліхромна скульптура С.Потоцького (1927) Зберігається у французькому Луврі.
- Скульптура «Добрий Пастир», експонована на Львівській виставці сакрального мистецтва 1909 року, виконана початково для скульптурного закладу Міхеліні.
- Дерев'яна скульптура «Найсвятіше Серце Ісуса» для костелу львівського монастиря змартвихвстанців (1927).
- Проект пам'ятника Владиславу Ягайлові в місті Дзялдово (1927).
- Гіпсова поліхромна скульптура «Свята Тереза» (1928, зб. у Львівському музеї історії релігії).
- Портретна пластика. Зокрема бронзова плакетка «Владислав Станіслав Реймонт» (1925, Львівський історичний музей), «Валерій Влодзімірський» (1931).
- Пам'ятник Юзефу Пілсудському в Сокалі відкритий 15 листопада 1931 року. Виконаний з пісковика мав 6 метрів висоти. Донині не збережений.
- Бронзове погруддя Пілсудського у львівському управлінні пошти (1933).
- Конкурсний проект нереалізованого пам'ятника єпископу Владиславу Бандурському у Львові (1933).
- Надгробок Станіслава Стаховича виконаний в камені на Личаківському цвинтарі (помер 1935).
- Скульптура святого Йосифа на площі перед костелом монастиря кармелітів босих у Львові в місцевості Персенківка (1937), Матері Божої на фасаді там же (1938). Обидві скульптури втрачені після 1945.
- Скульптура Ісуса Христа на фасаді костелу Найсвятішого Серця Ісуса у Львові в нинішньому мікрорайоні Рясне (1939). Фігура Христа та Матері Божої у капличках там же.